# Rombo áureo

El rombo áureo.

En geometría, un rombo áureo (también denominado rombo dorado o rombo de oro) se caracteriza porque sus diagonales están en la proporción {\displaystyle {\frac {p}{q}}=\varphi \!}, donde {\displaystyle \varphi \!} es el número áureo.

## Elementos
Los ángulos internos del rombo son
{\displaystyle 2\arctan {\frac {1}{\varphi }}=\arctan {2}\approx 63.43495} grados
{\displaystyle 2\arctan \varphi =\arctan {1}+\arctan {3}\approx 116.56505} grados, que también es el ángulo diedro del dodecaedro
La longitud del lado del rombo áureo con diagonal corta {\displaystyle q=1} es
{\displaystyle {\begin{array}{rcl}e&=&{\tfrac {1}{2}}{\sqrt {p^{2}+q^{2}}}\\&=&{\tfrac {1}{2}}{\sqrt {1+\varphi ^{2}}}\\&=&{\tfrac {1}{4}}{\sqrt {10+2{\sqrt {5}}}}\\&\approx &0.95106\end{array}}}
Un rombo áureo con longitud de los lados unidad, tiene longitudes diagonales
{\displaystyle {\begin{array}{rcl}p&=&{\frac {\varphi }{e}}\\&=&2{\frac {1+{\sqrt {5}}}{\sqrt {10+2{\sqrt {5}}}}}\\&\approx &1.70130\end{array}}}
{\displaystyle {\begin{array}{rcl}q&=&{\frac {1}{e}}\\&=&4{\frac {1}{\sqrt {10+2{\sqrt {5}}}}}\\&\approx &1.05146\end{array}}}

## Poliedros
Varios poliedros notables tienen rombos áureos como caras, incluyendo:
- Los dos romboedros áureos (con seis caras cada uno)
- El dodecaedro de Bilinski (con 12 caras)
- El icosaedro rómbico (con 20 caras)
- El triacontaedro rómbico (con 30 caras)
- El hexacontaedro rómbico no convexo (con 60 caras)

Los primeros cinco de estos son los únicos poliedros convexos con caras de rombos áureos, pero existen infinitos poliedros no convexos que tienen esta forma para todas sus caras.

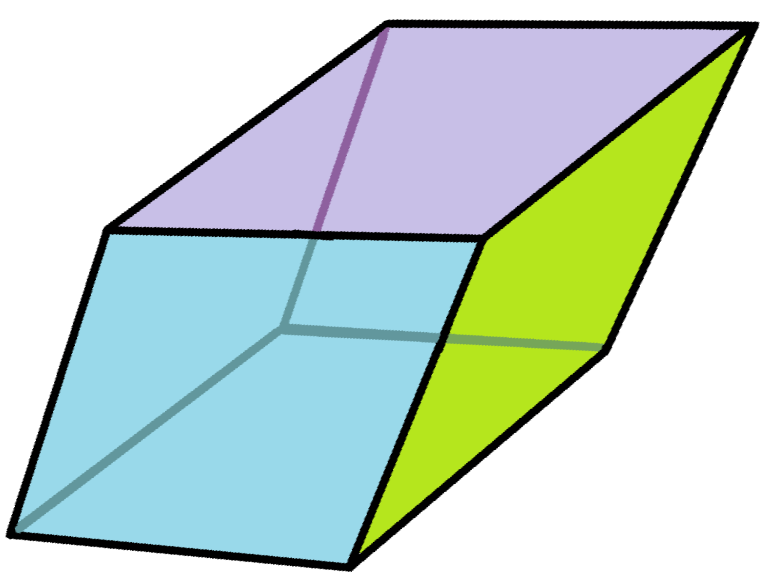
Romboedro áureo agudo
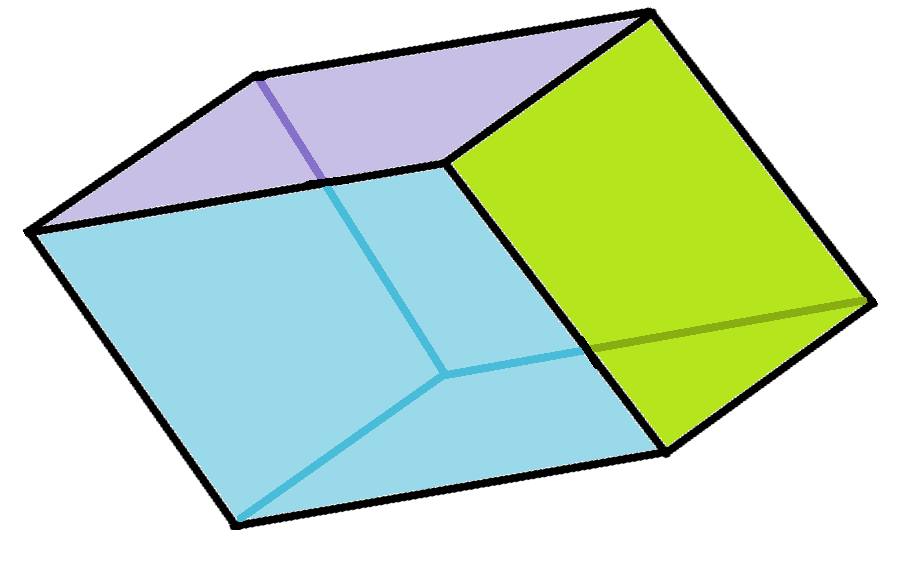
Romboedro áureo obtuso
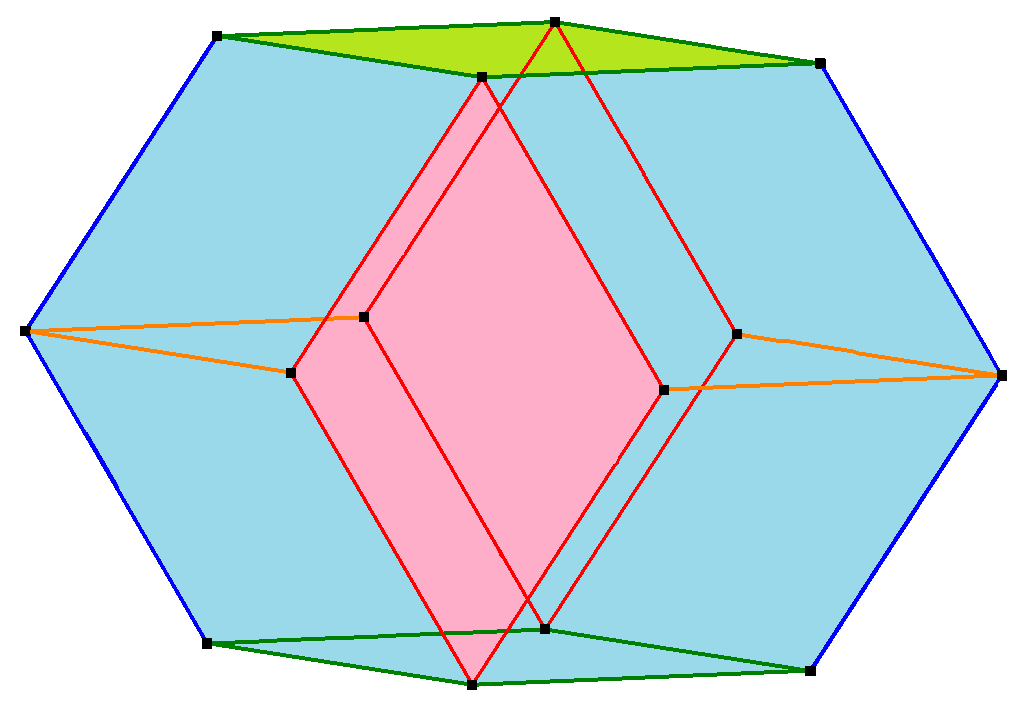
Dodecaedro de Bilinski
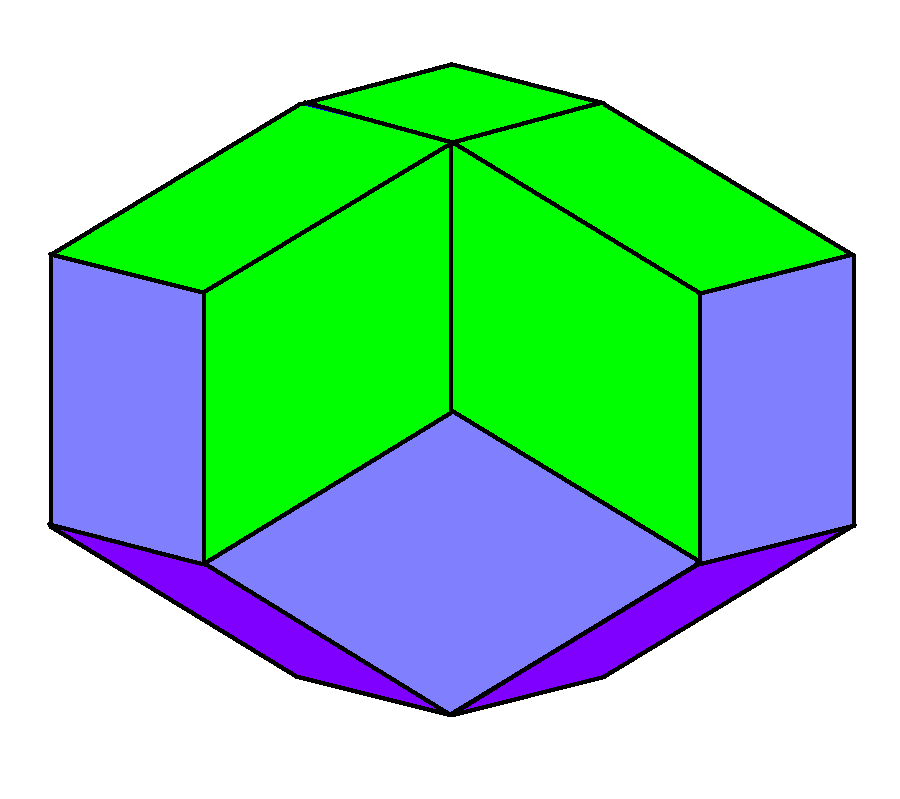
Icosaedro rómbico
Triacontaedro rómbico
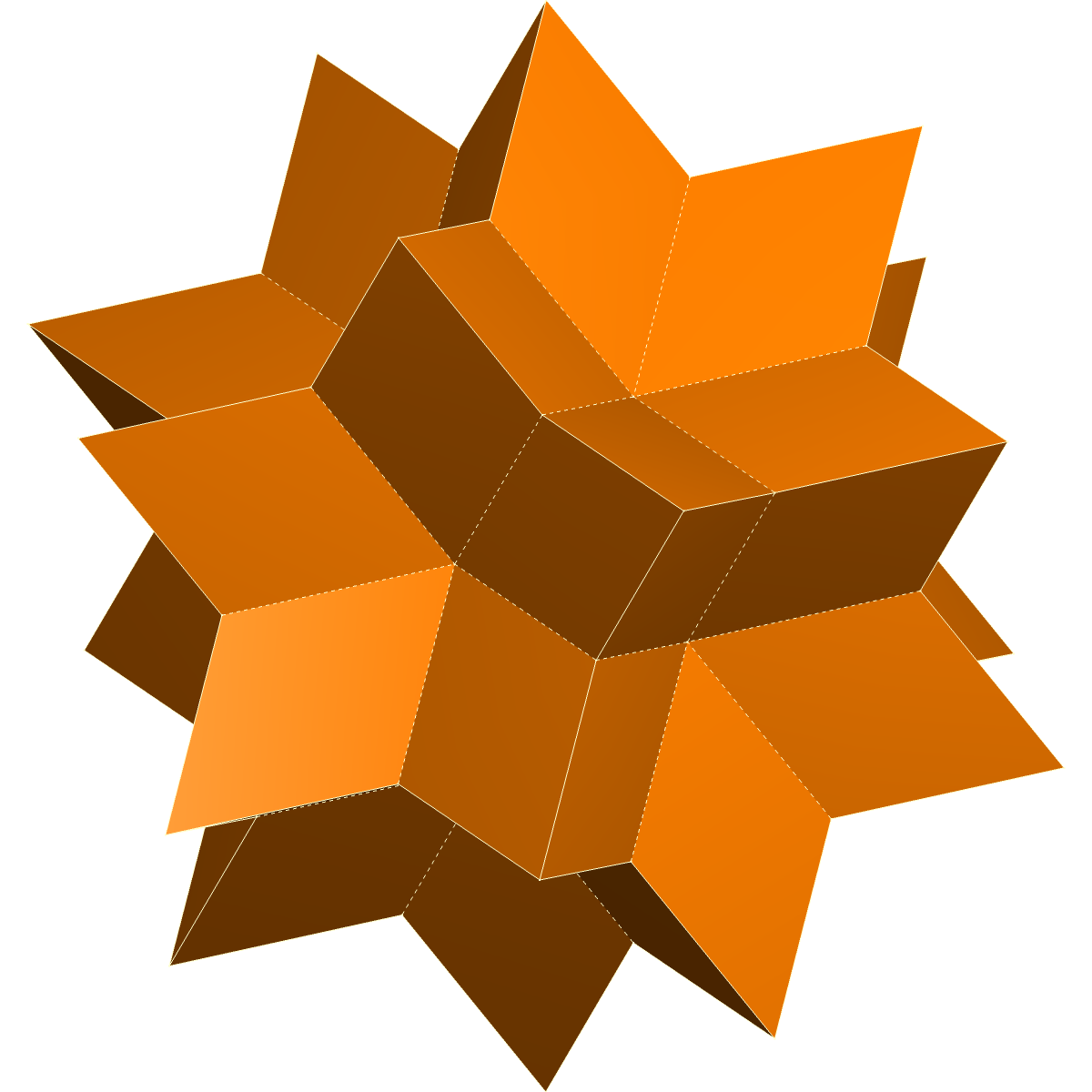
Hexacontaedro rómbico